# Полукруговой закон Вигнера
Полукруговой закон (или распределение) Вигнера — названное в честь физика Юджина Вигнера абсолютно непрерывное распределение вероятностей на прямой, график плотности которого получается после нормировки из полукруга, построенном на отрезке [-R,R] как на диаметре (тем самым, на самом деле график плотности оказывается полуэллипсом):
{\displaystyle \rho (x)={\frac {2}{\pi R^{2}}}{\sqrt {R^{2}-x^{2}}},}
если {\displaystyle x\in [-R,R]}, и {\displaystyle \rho (x)=0} иначе.
Это распределение было предложено Вигнером в 1955 году в связи с его исследованиями в области квантовой механики, как предельное распределение собственных значений для случайной эрмитовой матрицы большого размера.